# جون كوري
جون كوري (بالإنجليزية: John Currie)‏ (18 مارس 1921 بليفربول في المملكة المتحدة - 21 أبريل 1984) هو لاعب كرة قدم بريطاني (وحمل سابقاً جنسية المملكة المتحدة لبريطانيا العظمى وأيرلندا) في مركز جناح ‏. لعب مع بورت فايل ونادي بورنموث وستافورد رينجرز.

## وصلات خارجية
- جون كوري على موقع قاعدة بيانات كرة القدم.إي يو (الإنجليزية)